# Dysdaemonia
Dysdaemonia is een geslacht van vlinders uit de onderfamilie Arsenurinae van de familie nachtpauwogen (Saturniidae). De wetenschappelijke naam van het geslacht is voor het eerst geldig gepubliceerd in 1819 door Jacob Hübner. De typesoort is Phalaena boreas Cramer, 1775.

## Soorten
- Dysdaemonia australoboreas
- Dysdaemonia boreas
- Dysdaemonia brasiliensis
- Dysdaemonia concisa
- Dysdaemonia fosteri
- Dysdaemonia raveni
- Dysdaemonia undulensis